# Liste liechtensteinischer Komponisten klassischer Musik
Dieser Artikel listet liechtensteinische Komponisten und Komponistinnen klassischer Musik auf.
- Paul Biedermann (1889–1978)
- Walter Boss (* 1946)
- Adolf Büchel (1903–1984)
- Johann Georg Büchel (1883–1956)
- Kurt Büchel (1952–2002)
- Albert Frommelt (* 1943)
- Josef Frommelt (1935–2019)
- Matthias Frommelt (* 1975)
- Stefan Frommelt (* 1966)
- Franz Xaver Gassner (1874–1940)
- Georg Gstöhl (1925–1999)
- Jürg Hanselmann (* 1960)
- Walter Kaufmann-Matt (1910–1997)
- Florian Kindle (1838–1909)
- Maximilian Kindle (1887–1949)
- Thomas Nipp (* 1969)
- Fidel Ospelt (1845–1931)
- Josef Rheinberger (1839–1901)
- Hieronymus Schädler (* 1956)
- Marco Schädler (* 1964)
- Rudolf Schädler (1903–1990)